# 三门哈猫蛛
三门哈猫蛛（学名：Hamataliwa sanmenensis）为猫蛛科哈猫蛛属的动物。在中国大陆，分布于浙江等地。该物种的模式产地在浙江三门。